# PM10-AM03
《PM10-AM03》是一部台灣迷你實境偶像劇，顛覆傳統拍攝手法，戲劇史上最大動員，近五百人參與演出，集結近七十位演藝明星，五十位模特兒全力演出，第一季主演為Lollipop-F小煜、魏蔓、郭彥甫、劉容嘉、王思平、張景嵐、大飛等演員，不但創下MTV台最高收視紀錄、於Yahoo奇摩名人娛樂網點擊率逾三百萬，成為Yahoo搜尋排行榜冠軍，樂視網更是超過14億人次的點閱率。
由野火娛樂事業有限公司製作，MTV台首播，首播時間為2012年8月11日起每週六、日晚間八點。8月18日起改為每週六、日晚間九點。另外，MTV台於2012年9月9日播出幕後花絮。第二季PMAM於2013年7月播出。

## 故事大綱
在台北
只要氣氛對了，什麼都可以做。
任何距離將不復存在，無論是白天或黑夜、單身或已婚、富有或貧窮......
在氣氛對了的時候，便能一拍即合、熱烈交會......
野模？
「野模」這個詞，源自於「野狗」。
「野狗」是不隸屬任何人，自己在外面自立更生的流浪狗。
「野模」，就是不隸屬任何經紀公司，自己接通告的流浪小模。
富二代？
所謂「幸運的精子」，人生真的盡如己意嗎？
含金湯匙出身的他們，其實鬱鬱寡歡、受限多、不得志。
光鮮亮麗不過只是高貴漂亮的包裝......
愛情故事
野模、富二代的距離到底多近多遠？
懸殊地位的差異是讓他們迷失、掙扎，還是依舊能保持清醒？
在快速變遷的台北，他們不過企盼找到愛情最清澈的本質！

## 播出時間

### 首播
| 頻道 | 播出國家 | 播映日期                   | 播出時間          |
| ---- | -------- | -------------------------- | ----------------- |
| MTV  | 台灣     | 2012年8月11日-2012年9月8日 | 每週六、日晚上9點 |

### 重播
| 頻道/网路  | 播映日期                    | 播出時間             |
| ---------- | --------------------------- | -------------------- |
| 社交電視   | 2012年8月11日-2012年9月8日  | 週六、日晚上9點      |
| Yahoo!奇摩 | 2012年8月17日-2012年9月16日 | 週五、六、日晚上12點 |
| 三立都會台 | 2012年8月26日-2012年9月2日  | 週日晚上12點         |
| 樂視網     | 2012年9月3日-2012年9月19日  | 週一至週五晚上12點   |
| MTV        | 2012年9月10日-2012年9月13日 | 週一至週四晚上9點    |

## 演員陣容

### 主要角色
| 演員   | 角色   | 介紹 | 登場集數 (以樂視網集數為準) |
| 小煜   | 安德魯 | 別叫我富二代，那是我老爸的錢！ 二代小開，週末行程固定在CLUB與PUB遊走，父親是台灣知名食品公司老闆，擁有40幾億家產，斯文有禮。獨子，但對家中事業沒興趣，不打算接班，希望成立藝人經紀公司，力捧豆哥。 | 3-15                        |
| 劉容嘉 | Kaori  | 老男人真的很煩！ 目前延畢中，大五學生，平面模特兒，常跟40幾歲的人混在一起，又矛盾的與男友小威相約考研究所。還搞不清楚自己要的是什麼，外表時尚，又克制不了拜金慾望，追求物質生活。努力當小模！      | 1-7                         |
| 王思平 | Yumi   | 女神只是我的職業！ 深受廣大宅男歡迎的宅男女神，個性海派，不拘小節。曾被男生傷透了心而跟女生交往過。為安德魯青梅竹馬好友，亦是他的感情顧問。                                                        | 9,11-15                     |
| 魏蔓   | 薇琪   | 請叫我幸運女神！ 踏入模特兒圈已有一段時間，小有名氣，星運不錯，也賺不少錢。Kaori好友。有「網路女神之稱」，十分清楚自己要的是什麼，過得非常有目標。                                                 | 3-11,13-15                  |
| 郭彥甫 | 阿華   | 我的人生是發生什麼事了？！ 網路公司老闆，年過三十，自創網路公司，經營得有聲有色。安德魯世交，父親已過世。沒有接班壓力的富二代。已婚，有一個女兒，但與外遇的妻子分居中。                            | 4-11,13-15                  |
| 張景嵐 | 小淨   | 我一定會靠自己的努力賺很多錢。 兼職模特兒，白天打工，晚上在學校夜間部上課，天真善良。從沒交過男朋友。                                                                                              | 5-8,10-15                   |
| 大飛   | 皮卡丘 | 有一百台跑車，不如有一百個妹！ 是松江路上的車商，但性隨和、阿沙力，專進口各種超跑。妹頭；總在唱酒場合兼任熱場主持人、丑角。                                                                        | 3-15                        |
| 張兆志 | 豆哥   | 我一定要在小巨蛋開演唱會！ 曾經是偶像團體之一的過氣藝人。喜歡講求變化，雖是談話性節目的常客，卻忘情不了歌唱事業。一周PARTY七天，上節目的話題總離不開「喝醉後」。                                   | 2-15                        |
| 修杰楷 | 倪課   | 企業二代，熱愛夜生活。為玩咖中的King！ | 1-2                         |

### 其他角色
| 演員                 | 角色    | 介紹 | 登場集數 (以樂視網集數為準) |
| 王道                 | 安父    | 安德魯的爸爸，食品公司總裁 | 3                           |
| 琇琴                 | 安母    | 安德魯的媽媽，虔誠佛教徒 | 6                           |
| SpeXial-偉晉         | 黃宏威  | 唸完博士以後，我就會娶你！ 研究所一年級學生，Kaori男友。生活單純，無不良嗜好。求學生活非常順遂，以念到博士為目標。從沒有任何打工經驗，家境狀況不錯。 | 1-3、5、7                   |
| 陳建真(派派)         | Tiffany | 打卡不必了！我男友會看見。 車展小姐，喜歡性愛，正在蒐集12種星座外加4種不同血型的男人。認為愛是用做的，不是用說的。                                   | 1,4-6                       |
| 楊鎮                 | 阿鎮    | 時裝模特兒，Tiffany男友。凡是女的都不會拒絕。 | 1,5                         |
| 汪建民               |         | Kaori朋友 | 1                           |
| 琳琳                 | 小雯    | Kaori朋友 | 1,4-5                       |
| 小白                 | 喬妹    | 兼職模特兒，Kaori朋友 | 2                           |
|                      | 車頭    | 倪課朋友 | 2                           |
| 余秉諺               | 木村    | 倪課朋友 | 2                           |
| 荳荳                 | 咪亞    | 喬妹朋友 | 2                           |
| 林舒語               | 糖糖    | 喬妹朋友 | 2                           |
|                      | 小蜜    | 喬妹朋友 | 2                           |
| 蔡力允               | Cash    | 倪課朋友 | 2                           |
| 小優                 |         | 豆哥朋友 | 2                           |
| Lulu                 |         | DAZZLING cafe店員 | 2                           |
| 唐從聖               | Tony    | 秀導 | 3                           |
| 莫莉（姜婷婷）       |         | 商學院學姐 | 3                           |
| 洪子涵               | 安琪    | 安父秘書 | 3                           |
| 袁惟仁               | 袁唯仁  | 音樂製作人 | 3-4                         |
| 林智賢               | 龐董    | 皮卡丘車行客人 | 4                           |
| 陳婉若               | 陳婉若  | 模特兒公司總經理 | 6                           |
| 納豆                 | 小胖    | 手機店老闆 | 7                           |
| 方語昕               | Nancy   | 餐廳櫃檯小姐 | 7                           |
| 涵寶（曾若涵）       | 妞妞    | 阿華女兒 | 7-8                         |
|                      | 龔姐    | 阿華家傭人 | 8                           |
| JOBBY(MISSTER經紀人) | 鱷魚    | YUMI經紀人 | 9,11-12,14-15               |
| 王子若               | Vivi    | 薇琪朋友 | 10,13                       |
| 茵茵                 | 小螢    | 阿華老婆 | 10                          |
| 大愷                 | 阿廖    | 旅拍發起人，性罪犯 | 11-12                       |
| 麥基                 |         | 與豆哥一起錄影 | 11                          |
| 黃志瑋               | Arthur  | YUMI追求者 | 13-15                       |
| 大目                 |         | 酒吧老闆、安德魯朋友 | 14                          |

## 電視劇歌曲
| 曲別   | 歌名         | 演唱者     | 作詞   | 作曲   |
| 片頭曲 | 本色         | 八三夭     | 阿璞   | 阿璞   |
| 插曲   | 東區東區     | 八三夭     | 阿璞   | 阿璞   |
| 插曲   | 沒在怕的愛了 | Lollipop-F | 易家揚 |        |
| 片尾曲 | 誘           | 林宥嘉     | 施人誠 | 張逸帆 |

## 重要場景
- 台北夜店"Room 18"

## 宣傳
| 日期       | 節目/活動            | 參與演員                                                         |
| 2012/08/07 | 《康熙來了》         | 小煜、魏蔓、郭彥甫、張景嵐、大飛、王思平、張兆志、劉容嘉、陳彥銘 |
| 2012/08/10 | PM10-AM03 新聞發佈會 | 小煜、魏蔓、修杰楷、張景嵐、大飛、王思平、張兆志、陳彥銘         |
| 2012/08/10 | 《國光幫幫忙》       | 小煜、魏蔓、郭彥甫、張兆志、大飛、陳彥銘                         |
| 2012/08/11 | 《你猜你猜你猜猜猜》 | 小煜、魏蔓、郭彥甫                                               |
| 2012/08/13 | 《娛樂百分百》       | 小煜                                                             |
| 2012/08/13 | 《大學生了沒》       | 小煜、魏蔓、張兆志、大飛、劉容嘉、陳彥銘                         |
| 2012/09/06 | 《禎甄高興見到你》   | 小煜                                                             |

## 製作團隊
- 出品人：詹仁雄 陳達垠
- 製作人：詹仁雄 黃暐洲
- 劇  本：詹仁雄
- 編劇小組：吳思惠 焦志浩
- 導  演：陳彥銘（B2）
- 副導演：謝安婕
- 策  劃：焦志浩
- 製  片：何康祺 童佳慶
- 製作助理：羅敏文
- 攝  影：余國禎
- 攝影助理：陳聖澒 王俊彥
- 燈  光：馬淨樺
- 燈光助理：陳木兒 王人達
- 道  具：蒲士誠 蒲士榮
- 道具助理：江惠琪 顏菁慧
- 場  務：張仲仁
- 梳  化：Mia In Fasnion 整體造型彩裝工作室 吳培瑱 曾佳惠
- 造  型：杜佩勳
- 服裝管理：李心蘭
- 平面攝影：葉智鴻
- 平面設計：莊美馨
- 動畫設計：大口心一
- 後製剪輯：光源影音 陳奕伶
- 後製音效：音律
- 後製調光：i mAsteR
- 器  材：協明企業社
- 製作公司：野火娛樂事業有限公司

## 新聞
與詹仁雄合作製作本劇，並作為出資者的新世界雲公司在2017年2月指控，詹仁雄私下以自家公司野火娛樂名義，與樂視網等多家平台公司簽約，並收受播映費，於是控告他涉背信。檢方偵結後依背信罪嫌起訴詹仁雄。台北地方法院2017年2月底一審認為罪證不足，判詹仁雄無罪。檢方不服上訴，至台灣高等法院受理，同年6月20日開庭，詹仁雄主張，檢方上訴無理由，做無罪答辯，早與新世界雲解約，同年11月23日高等法院宣判，認定詹仁雄沒有背信罪的犯罪故意，駁回上訴，維持無罪判決，全案確定。

## 外部連結
- 官方Facebook（页面存档备份，存于）

## 作品的變遷
| MTV 周六、日21:00 - 22:00                       | MTV 周六、日21:00 - 22:00             | MTV 周六、日21:00 - 22:00 |
| ----------------------------------------------- | ------------------------------------- | ------------------------- |
|                                                 | PM10-AM03 （2012.08.11 - 2012.09.09） |                           |
| 2012马来西亞世界舞台 （2012.08.04 -2012.08.05） | MTV微電影 （2012.09.15 - 2012.09.23） |                           |

| MTV 周一至五21:00 - 22:00 （2012.09.17起 21:00 - 22:00) | MTV 周一至五21:00 - 22:00 （2012.09.17起 21:00 - 22:00) | MTV 周一至五21:00 - 22:00 （2012.09.17起 21:00 - 22:00) |
| ------------------------------------------------------- | ------------------------------------------------------- | ------------------------------------------------------- |
|                                                         | PM10-AM03 （2012.09.10 - 2012.09.14）                   |                                                         |
| 2012MTV音樂錄影帶大獎 （2012.09.07）                    | 音樂i瞎佛 （2012.09.17 - ）                             |                                                         |